# Pomone (1787)
Pour les autres navires du même nom, voir Pomone et HMS Pomone.

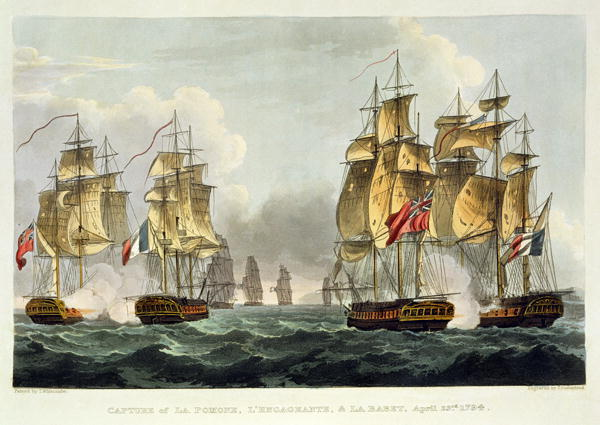
Capture de la Pomone, de lEngageante et de la Babet.

La Pomone est une frégate de 40 canons construite pour le compte de la Marine royale française en 1783. Capturée par les Britanniques, en même temps que la Babet et l'Engageante (en), au large de l'île-de-Batz pendant le combat du 23 avril 1794, elle est intégrée au sein de la Royal Navy sous le nom de HMS Pomone et armée de 48 canons. Ses plans inspirent ceux des frégates de classe Endymion (en). La carrière de la Pomone le long des côtes atlantiques et méditerranéennes de France est courte mais remplie, avant qu'elle ne heurte un rocher et que les dégâts causés soient tels qu'elle est retirée du service et démantelée en 1803.
La Pomone se trouve dans l'escadre présente à l'expédition de Quiberon.

## Sources et bibliographie
- (en) Cet article est partiellement ou en totalité issu de l’article de Wikipédia en anglais intitulé « French frigate Pomone (1787) » (voir la liste des auteurs).
- John Bebrett, A Collection of State Papers Relative to the War Against France Now Carrying, Londres, 1802
- Howard Irving Chapelle, The search for speed under sail, 1700–1855, Norton, New York, 1967
- (en) Terence Grocott, Shipwrecks of the revolutionary and Napoleonic eras, Chatham, 1997, 430 p. (ISBN 1-86176-030-2)
- Michel Vergé-Franceschi (dir.), Dictionnaire d'Histoire maritime, Paris, éditions Robert Laffont, coll. « Bouquins », 2002, 1508 p. (ISBN 2-221-08751-8 et 2-221-09744-0)
- Jean Meyer et Martine Acerra, Histoire de la marine française : des origines à nos jours, Rennes, Ouest-France, 1994, 427 p. [détail de l’édition] (ISBN 2-7373-1129-2, BNF 35734655)
- Rémi Monaque, Une histoire de la marine de guerre française, Paris, éditions Perrin, 2016, 526 p. (ISBN 978-2-262-03715-4)
- Jean-Michel Roche (dir.), Dictionnaire des bâtiments de la flotte de guerre française de Colbert à nos jours, t. 1, de 1671 à 1870, éditions LTP, 2005, 530 p. (lire en ligne)